# Żychlin (powiat pleszewski)
Żychlin – wieś położona w gminie Gołuchów, w powiecie pleszewskim, w województwie wielkopolskim.
Wieś zamieszkuje ponad 200 osób. Miejscowość oddalona jest od Pleszewa o około 13 kilometrów. Przez wieś przechodzi droga krajowa nr 11
W latach 1975–1998 miejscowość administracyjnie należała do województwa kaliskiego.

## Edukacja
- Przedszkole
- Najbliższa szkoła podstawowa i gimnazjum znajduje się w oddalonej o 2 kilometry miejscowości Sobótka (powiat ostrowski).
- Najbliższe szkoły ponadgimnazjalne (licea, technika itp.) znajdują się w Pleszewie i Ostrowie Wielkopolskim.

## Gospodarka
- Sklep spożywczo-przemysłowy
- Rolnicza Spółdzielnia Produkcyjna
- Bar
- Zakład stolarski
- Usługi transportowe

## Transport
- Kursują autobusy MZK linia P
- Kursują autobusy PKS Ostrów Wielkopolski, Kalisz, Poznań

## Sąsiednie miejscowości
- Krzywosądów (powiat pleszewski)
- Sobótka (powiat ostrowski)
- Karsy (powiat pleszewski)
- Borucin (województwo wielkopolskie)
- Bronów (województwo wielkopolskie)